# Efim Levit
Efim Levit (născut Froim; în rusă Ефим Левит; n. 10 septembrie 1921, Chișinău, România – d. 1 ianuarie 2002, Chișinău, Republica Moldova) a fost un evreu basarabean, istoric și critic literar sovietic și moldovean, până la mijlocul anilor 1970, publicat cu pseudonimul Froim Levit. A fost membru al Uniunii Scriitorilor din Moldova începând cu 1975.

## Biografie
S-a născut la Chișinău în 1921 într-o familie evreiască. A studiat la Gimnaziul religios „Maghen Dovid” din oraș, apoi la Liceul cu predare în limba română „Alexandru Donici”. A participat la luptele celui de-al doilea război mondial. În 1951 a absolvit studiile la Facultatea de Istorie și Filologie a Universității de Stat din Moldova. A fost profesor la Școala Pedagogică „Boris Glavan” din Soroca, lector superior și șef al Catedrei de Limba și Literatura moldovenească la Universitatea Pedagogică din Bălți (1953-1956). Din anul 1956 a fost colaborator științific la Institutul de Limbă și Literatură al Academiei de Științe a Moldovei. A susținut teza de doctor în filologie cu tema „Creația lui Gheorghe Asachi”.
Este autorul monografiei Gheorghe Asachi (1966) și al culegerilor Studii de istorie literară (1971), File vechi necunoscute... (1981). A participat la elaborarea mai lucrări colective de istorie literară, printre care: Schiță asupra istoriei literaturii sovietice moldovenești (în l. rusă, 1963), Istoria RSS Moldovenești (vol. 1, 1965), Din trecutul cultural și literar al poporului moldovenesc (în l. rusă, 1969), Schițe asupra relațiilor literare moldo-ruso-ucrainene (în l. rusă 1978), Istoria literaturii moldovenești (vol. 1, 1958) ș.a. Sub îngrijirea sa a apărut volumul „Poezia moldovenească modernă la începuturile ei (1770-1840)” în 1977, edițiile unor opere ale scriitorilor clasici C. Conachi, G. Asachi, A. Russo (în colaborare), V. Crăsescu, A. Mateevici (în colaborare).
A fost distins cu distincțiile: Maestru al Literaturii, ordinul „Gloria Muncii”, premiul Academiei de Științe a Moldovei pentru monografia Gheorghe Asachi. Romanul vieții sale.
S-a stins din viață pe 1 ianuarie 2002, la Chișinău.

## Mărturii cu privire la Foametea din 1946-1947 din Moldova
„Foametea am prins s-o simțim spre toamna lui 1946, când au dispărut legumele, fructele. La oraș, de bine, de rău, mai puneam ceva drept inimă, aveam o cantină la Universitate. Dar la sat era jale. Mureau de foame nu numai la țară, dar și la oraș. Lotoțchi a fost un om de o cultură clasică. A predat latina și greaca la Seminarul Teologic din Chișinău la începutul secolului. A murit de foame în primăvara lui 1947. După ce a murit Lotoțchi, am mai fost ajutați. S-a deschis un bufet unde se vindeau tartine la prețuri comerciale. Prin februarie-martie 1947 a prins să se vândă și pâine comercială.

Fiecare se descurca cum putea. Aveam un coleg, fecior de preot, de la Leova. Nu cunoștea limba rusă și eu îi traduceam conspectele în rusește, pentru asta îmi plătea. Dar banii erau devalorizați, o pâine costa vreo 200 ruble la piață. Mai făcusem niște magiun de prune, în vara lui 1946, aveam câteva borcane de grăsime... Am răsuflat ușurat în iunie 1947, când a apărut varza timpurie.

Situația la țară era cu mult mai deplorabilă. Auzeam noi ce se întâmplă acolo, fiindcă mulți studenți erau de la sate… L-am avut coleg la Institutul de limbă și literatură pe Sava Pânzaru, părinții căruia au murit de foame, iar el a crescut într-o casă de copii...”
Sursă: